# Secretele de la palat
Secretele de la Palat sau Regina Seondeok (Seondeok Yeowang; Hangul: 선덕여왕; Hanja: 善德女王), este un serial istoric sud-coreean din anul 2009, produs de MBC și Time Box Production, pentru cea de-a 48-a aniversare a Munhwa Broadcasting Corporation. Acesta spune povestea vieții Reginei Seondeok de Silla, și a fost difuzat de MBC TV între 25 Mai–22 Decembrie 2009, în fiecare Luni și Marți, de la ora 21:55, pentru 62 de episoade.
Cu rating-uri care au ajuns până la 43,6%, serialul a fost numărul 1 în topul audiențelor, în aproape fiecare săptămână de difuzare. 

## Subiectul dramei
Acțiunea are loc în perioada celor trei regate–Silla, Baekje și Goguryeo–în jurul anilor 572-647, în Regatul Silla. Seria începe la sfârșitul domniei Regelui Jinheung și continuă până la finalul domniei Reginei Seondeok.
Deokman (numele celei ce avea să devină Regina Seondeok) s-a născut ca una dintre fiicele gemene ale Regelui Jinpyeong și ale Reginei Maya, dar din cauza unei profeții vechi ("Dacă regalitatea dă naștere la gemeni, toți bărbații din casta sacră vor dispărea"), regele o trimite departe de palat împreună cu slujnica So-hwa.
Ani mai târziu, Deokman își află identitatea reală, dar pentru a proteja tronul de Mishil, familia ei o abandonează din nou, iar sora sa geamănă, Prințesa Cheonmyeong, își pierde viața în încercarea de a o ajuta să scape.
Pentru a se răzbuna, Deokman decide să ia înapoi tot ceea ce i-a fost furat și să o distrugă pe Mishil.
În cele din urmă, ea devine prima femeie monarh din istoria Sillei, cu ajutorul căpitanilor Kim Yu-sin și Kim Alcheon, și al lui Bidam, de care ea se îndrăgostește. Bidam este fiul abandonat al lui Mishil și al Regelui Jinji, iar spre finalul domniei lui Deokman, el începe o revoltă, din cauza unei neînțelegeri.

## Distribuție

### Personaje principale
- Lee Yo-won – Prințesa Deokman, mai târziu Regina Seondeok
  - Nam Ji-hyun – tânăra Deokman
- Go Hyun-jung – Doamna Mishil
  - Uee – tânăra Mishil
- Uhm Tae-woong – Kim Yu-sin
  - Lee Hyun-woo – tânărul Kim Yu-sin
- Park Ye-jin – Prințesa Cheonmyeong
  - Shin Se-kyung – tânăra Cheonmyeong
  - Kim Yoo-jung – copila Cheonmyeong
- Kim Nam-gil – Bidam
  - Park Ji-bin – tânărul Bidam

### Personaje secundare
- Yoo Seung-ho – Kim Chunchu (mai târziu Regele Taejong Muyeol de Silla)
  - Jung Yun-seok – copilul Chunchu
- Lee Seung-hyo – Kim Alcheon
  - Ha Hyo-hoon – tânărul Alcheon
- Jung Ho-bin – Gukseon (Marele Maestru) Munno
- Jo Min-ki – Regele Jinpyeong
  - Baek Jong-min – tânărul Jinpyeong / Fiul Prințului Moștenitor Dongryun
  - Kang San – copilul Jinpyeong / Kim Baek-jeong
- Yoon Yoo-sun – Regina Maya
  - Park Soo-jin – tânăra Maya
- Seo Young-hee – slujnica Sohwa
- Im Ye-jin – Doamna Manmyeong
- Jung Sung-mo – Lordul Kim Seo-hyun
- Park Jung-chul – Kim Yong-su
- Do Yi-sung – Kim Yong-chun
- Shin Goo – Lordul Eulje
- Jung Woong-in – Misaeng
- Dokgo Young-jae – Lordul Sejong
- Jeon No-min – Lordul Seolwon
- Kim Jung-hyun – Hajong
- Baek Do-bin – Bojong
  - Kwak Jung-wook – tânărul Bojong
- Song Ok-soon – Seori
- Ahn Gil-kang  – Chilsuk
- Lee Moon-sik – Jukbang
- Ryu Dam – Godo
- Joo Sang-wook – Wolya
- Jung Ho-keun – Sulji
- Eom Hyo-seop – Yumjong
- Go Yoon-hoo – Lordul Hojae
- Hong Kyung-in – Seokpum
  - Noh Young-hak – tânărul Seokpum
- Ryu Sang-wook – Daenambo
  - Kim Sang-bin – tânărul Daenambo
- Kang Ji-hoo – Imjong
  - Kim Seok – tânărul Imjong
- Seo Dong-won – Deokchung
  - Lee Do-hyun – tânărul Deokchung
- Jang Hee-woong – Bakui
  - Seo Sang-won – tânărul Bakui
- Lee Sang-hyun – Piltan
  - Kim Tae-jin – tânărul Piltan
- Kim Dong-hee – Wangyoon
  - Choi Woo-sung – tânărul Wangyoon
- Choi Sung-jo – Seonyeol
  - Oh Eun-suk – tânărul Seonyeol
- Kang Sung-pil – Santak
- Jeon Young-bin – Gok Sa-hoon
  - Jung Hyung-min – tânărul Sa-hoon
- Kim Dong-soo – Hyeopseong
- Park Young-seo – Daepung
  - Lee Suk-min – tânărul Daepung
- Moon Ji-yoon – Siyeol
  - Shin Tae-hoon – tânărul Siyeol
- Jung Hye-sun – Doamna Manho
- Park Eun-bin – Boryang
- Lee Ji-hyun – Youngmo
- Choi Won-young – Generalul Gyebaek
- Oh Yeong-soo – Călugărul Wolcheon
- Mametkulovs Mansur – Katan
- Mahbub Alam – bărbat din Tibet

### Apariții speciale
- Lee Soon-jae – Regele Jinheung (ep. 1)
- Im Ho – Regele Jinji (ep. 1)
- Park Jae-jung – Sadaham (ep. 13)

## Premii
- 2010 46th Baeksang Art Awards: Daesang Grand Prize TV Section (Ko Hyun Jung)
- 2010 46th Baeksang Art Awards: Sectiunea Cel mai nou actor (Kim Nam Gil)
- 2010 46th Baeksang Art Awards: Nominalizare Cea mai buna drama (Queen Seon Deok)
- 2010 46th Baeksang Art Awards: Popularity Award Female TV Section nomination (Lee Yo Won)
- 2010 46th Baeksang Art Awards: Popularity Award Female TV Section nomination (Ko Hyun Jung)
- 2010 46th Baeksang Art Awards: Popularity Award Male TV Section nomination (Kim Nam Gil)
- 2009 MBC Drama Awards: Daesang-Grand Prize (Ko Hyun Jung)
- 2009 MBC Drama Awards: Female Top Excellence Award (Lee Yo Won)
- 2009 MBC Drama Awards: Male Top Excellence Award (Uhm Tae Woong)
- 2009 MBC Drama Awards: Male Excellence Award (Kim Nam Gil)
- 2009 MBC Drama Awards: Male Newcomer Award (Yoo Seung Ho, Lee Seung Hyo)
- 2009 MBC Drama Awards: Drama of the Year Award
- 2009 MBC Drama Awards: Best Couple Award (Kim Nam Gil & Lee Yo Won)
- 2009 MBC Drama Awards: PD Award (Shin Goo)
- 2009 MBC Drama Awards: Special Child Actor Award (Nam Ji Hyun)
- 2009 MBC Drama Awards: Golden Acting Award (Ahn Kil Kang, Seo Young Hee)
- 2009 MBC Drama Awards: Premiul Scriitorul anului (Kim Young Hyun & Park Sang Yun)